# Katalogizacija
Katalogizacija je postupak popisivanja podataka bitnih za identifikaciju određenog primjerka knjižnične građe. Izvršava se na temelju samoga primjerka, a svrha je izraditi katalog koji će biti uređen prema nekom kriteriju te će na taj način omogućiti lakše pronalaženje određene jedinice građe koju neka knjižnica posjeduje.
Katalog (grč. katalogos – popis, listina) je popis knjiga, časopisa i ostale građe, uređen prema abecednom, strukovnom, kronološkom ili nekom drugom redu. 
U prošlosti, na različite načine i na različitim materijalima su izrađivani katalozi (katalozi na glinenim pločicama, papirusu, pergameni, u obliku rukopisne i tiskane knjige, papirnati listići). Prvi knjižnični katalozi napisani su klinastim pismom na glinenim pločicama (sumerska civilizacija).
Prije pojave računalnih kataloga u knjižnicama su se izrađivali opći katalozi za književnu građu i posebni katalozi za različite vrste ostale građe ili za neke posebne zbirke kao što su to npr. katalozi časopisa, katalozi članaka, katalozi starih i rijetkih knjiga itd.

Stvarni katalozi (predmetni i stručni) omogućuju pronalaženje građe po elementima sadržaja. Mjesni katalozi prikazuju poredak građe na policama i koristi ga samo osoblje knjižnice. Također, postoje i matični katalozi koji su od velike pomoći knjižničnom osoblju jer omogućavaju uvid u cjelokupni fond u svakom trenutku. Riječ je zapravo o duplikatima abecednoga kataloga. 

## Struktura knjižničnog kataloga
Struktura knjižničnog kataloga počela se oblikovati u 17.stoljeću. Iako je u današnje vrijeme oblik i način izrade kataloga drugačiji, njegove osnovne crte ostale su nepromijenjene. Također, i sama uloga kataloga ostala je ista. "O nepromjenjivosti zadaća kataloga i njegovoj vezanosti za vrstu kulture u kojoj i danas živimo, svjedoči metafora što ju je upotrijebio engleski bibliotekar John Dury sredinom 17.st., a koja bi mogla biti izrečena i danas. Dury o bibliotekaru kaže sljedeće: "(On je) gospodar znanja čija je zadaća organiziranje tih (knjižničnih) izvora i upućivanje znanstvenika u njihovu djelotvornu uporabu. Prva je dužnost bibliotekara izraditi katalog, jer je samo tako moguće širiti znanje." Biblioteku bez kataloga uspoređuje dalje Dury sa svijećom bez svijećnjaka."
  
Kako su se s vremenom otkrivale i primjenjivale nove tehnike za izrade kataloga, tako su se postupno mijenjale i strukture kataloga. Jedna takva promjena dogodila se kada je katalog u obliku knjige zamijenjen novim oblikom – katalogom na listićima. Dugo vremena, bibliotekare je ozbiljno mučio jedan problem – problem nadopunjavanja kataloga. Tijekom 18.st. tehnika “rezanja i lijepljenja“ postala je vrlo zamorna, ali i nedjelotvorna. Prelaskom na upotrebu kataloga na listićima, taj je problem bio riješen.
Uspoređujući katalog na listićima i katalog u obliku knjige jasno je vidljiva razlika u njihovoj građi. Katalog u obliku knjige za svaku jedinicu građe uglavnom sadrži po jednu kataložnu jedinicu dok katalog na listićima jedinicu građe iskazuje s više kataložnih jedinica (ima jednu glavnu i nekoliko sporednih kataložnih jedinica). Bitna razlika je i u tome što se veze između kataložnih jedinica, kod kataloga u obliku knjige, ostvaruju putem uputnica, a kod kataloga na listićima, uputnicama se ne povezuju kataložne jedinice već odrednice.
Ipak, niti katalog na listićima nije bio idealno rješenje, i on je imao neke svoje nedostatke o kojima su govorili i poznati britanski bibliotekari Grose i Line u svojem članku "O izradbi i održavanju bijelih slonova" objavljenom u časopisu Library Association Record u kojem izražavaju svoje nezadovoljstvo postojećim katalogom na listićima. Zbog ogromnog broja listića koje su ti katalozi sadržavali, postalo je jako teško i nespretno koristiti se njima. Upravo zbog tog otežanog pristupa, koji je rezultirao skoro potpunom nedjelotvornošću, bibliotekari su pokušali stvoriti novi oblik kataloga kojim bi lakše rukovali.
Od sredine 19.st. građa knjižnica najčešće je organizirana u abecednim katalozima. U tim katalozima, knjižnična građa je organizirana prema abecednom redu uzimajući u obzir autorska imena, odnosno početnu riječ naslova publikacije. 1970. godine Eva Verona je objavila Pravilnik i priručnik za izradbu abecednih kataloga u kojem iznosi zadatke abecednog kataloga:
1. Abecedni katalog mora odgovoriti na pitanje posjeduje li biblioteka određenu jedinicu bibliotečne građe.
2. Abecedni katalog mora za određeno djelo dati pregled svih njegovih izdanja, prijevoda, preradbi i sl., što ih biblioteka posjeduje.
3. Abecedni katalog mora dati pregled svih jedinica bibliotečne građe koje sadrže djela određenog autora, a nalaze se u biblioteci.

Kako bi se koristili abecednim katalogom, nije nam potrebno neke posebno predznanje već samo znanje abecede jer se takav katalog temelji na jednostavnom linearnom abecednom poretku autorskih imena i naslova. Upravo zbog toga, takav katalog je gotovo svima pristupačan i prihvatljiv. Unatoč tome, bilo je i onih koji nisu bili zadovoljni takvim oblikom kataloga jer im nije pružao ono što im je trebalo. Riječ je određenom dijelu korisničke populacije koja je željela postići drugačiji pristup građi, oni nisu tražili već unaprijed poznate publikacije nego su željeli pregledavati novu građu iz područja kojim se bave. Jedan od pokreta koji je zastupao mišljena i ciljeve takvih korisnika bio je i „The Bridge Movement“. Upravo za potrebe tih korisnika, stvoreni su sustavi za pronalaženje informacija (Information retrieval system) koji omogućavaju brzo pronalaženje dokumenata i pregled nove građe. Osim bibliografskih podataka koji identificiraju jedinice građe, nude i sažetke koje korisnici mogu pročitati i na taj način ocijeniti da li je taj tekst upravo ono što su tražili, odnosno, mogu ocijeniti relevantnost određenog teksta za njihove potrebe. 

## Kataložna jedinica
Kataložnim se postupkom za svaku publikaciju izrađuje jedna kataložna jedinica ili više njih. Kataložna jedinica je skup svih podataka o određenoj publikaciji, upisanih u kataložni listić ili u bazu podataka. Ako se izrađuje ručno, kataložna se jedinica može sastojati od jednog listića ili više njih. Podaci se ispisuju samo na prvoj stranici listića, a ako ih ima više, nastavljaju se na drugom listiću kojemu se u desni gornji kut upisuje 2.-, a odrednica ponavlja s lijeve. Na kataložni se listić, uz odrednicu (podaci o autoru ili naslovu publikacije prema kojima se određuje njezino mjesto u abecednom katalogu) i kataložni opis (ostali podaci bitni za identifikaciju određene publikacije), upisuje i signatura (oznaka prema kojoj se publikaciji određuje mjesto na polici), inventarni broj te stručna oznaka. Kataložna jedinica koja sadrži sve podatke o publikaciji glavna je kataložna jedinica. Uz glavne kataložne jedinice, tijekom katalogizacije, kad to pravila nalažu, izrađuju se i sporedne kataložne jedinice i uputnice. Prema tome razlikujemo tri vrste kataložnih jedinica:
1. glavna kataložna jedinica (glavni kataložni listić) koja u abecednom katalogu zastupa određenu publikaciju;
2. sporedna kataložna jedinica (sporedni kataložni listić) kojoj je zadatak omogućiti korisniku pronalaženje publikacije koju on traži prema podacima koje katalizatori nisu utvrdili kao sastavne dijelove odrednice glavne kataložne jedinice;
3. uputnica

## Pravila i standardi za katalogizaciju
Klasičnu definiciju svrhe knjižničnog kataloga dao je Charles A. Cutter, knjižničar iz 19.st., koji je naveo ove ciljeve kataloga:
1) Omogućiti osobi da pronađe knjigu o kojoj zna bilo koji od sljedećih elemenata:

a) autora, b) naslov, c) predmet
2) Pokazati što knjižnica posjeduje:
a) od određenog autora, b) o određenoj temi, c) od određenog književnog roda (pjesništvo, drama, proza)

3) Pomoći u izboru djela:

a) s obzirom na izdanje (bibliografski), b) s obzirom na vrstu (književna ili predmetna)

Suvremeni knjižnični katalozi u osnovi odgovaraju definiciji iz 19. stoljeća.
  
Kako bi ostvarili cilj katalogizacije, utvrđena su određena pravila:

Za hrvatsko knjižničarstvo najznačajnija su Pruska pravila, a 1961. njihovu ulogu preuzimaju Pariška načela. Pariška su načela poslužila kao temelj za oblikovanje serije IFLA-inih (International Federation of Library Associations and Institutions) opisa pravila za oblikovanje bibliografskih zapisa pod nazivom ISBD (International Standard Bibliographic Description). Eva Verona je na temelju Praških načela i ISBD-a izradila Pravilnik i priručnik za izradbu abecednih kataloga.

Za klasifikaciju knjižnične građe se u hrvatskim knjižnicama najčešće koristi Univerzalna decimalna klasifikacija (UDK, engl. UDC). Klasifikacija je aktivnost kojom se knjizi i drugom predmetu iz knjižničnog fonda određuje jedna ili više klasifikacijskih (stručnih) oznaka, koji kazuju 'o čemu se radi'. Klasifikacijske oznake olakšavaju pronalaženje knjižnične građe u stručnim katalozima i često se koriste kao mehanizam za fizički blizak smještaj knjižnične građe koja govori o sličnom predmetu.

## OPAC (Online Public Access Catalogue)
Računalni knjižnični katalog je programski sustav s bazom podataka u kojoj se čuvaju bibliografski opisi, s dijelom koji podupire cjelokupno knjižnično poslovanje i dijelom koji služi za javni pristup korisnika katalogu (Online Public Access Catalog - OPAC).
U početku su mnogi mislili da je OPAC isto što i sustav za pronalaženje informacija, pa su tako autori ranijih verzija OPAC-a morali najprije dokazivati da se ti sustavi zapravo bitno razlikuju. Sustav za pronalaženje informacija pokriva jedno, ali ponekad i više, najčešće srodnih područja znanja, na taj način da sadrži samo novu literaturu o tom području. OPAC, kao i konvencionalni katalog, obuhvaća podatke o građi koja se odnosi na cjelokupno znanje (on ne odbacuje stariju literaturu kao što to čini sustav za pronalaženje informacija). Ako netko prati samo novu literaturu iz područja kojim se bavi, koje ga zanima, ne može biti u potpunosti siguran da će dobiti pravu sliku novih znanja. Pregledavanje cjelokupne građe kakvo nudi OPAC može dovesti u smislenu vezu naizgled nespojive ideje te na taj način izazvati neočekivane asocijacije i ponuditi nova rješenja.
Sustavi za pronalaženje informacija uz bibliotekarske podatke obično nude i mogućnost pregledavanja sažetaka sadržaja tekstova, kako bi korisnik mogao odlučiti da li će neki tekst čitati ili neće. OPAC bi morao poboljšati nedostatke konvencionalnog kataloga koji ne daje kratak sadržaj neke jedinice građe. Tako se u današnjim sustavima OPAC uglavnom eksperimentira s dodavanjem strane sa sadržajem. Također, vrlo koristan podatak koji nam OPAC pruža je informacija o statusu jedinice građe iz koje možemo saznati da li je tražena jedinica posuđena, da li se ta jedinica uopće može posuditi itd. Osim što korisnik može pristupiti svom lokalnom OPAC-u, pruža mu se i mogućnost korištenja kataloga nekih drugih knjižnica i sustava za pronalaženje informacija što također može biti od velike koristi korisnicima jer im se na taj način otvara mogućnost za pronalaskom dodatnih podataka koje možda računalni katalog njihove knjižnice ne posjeduje. Dakle, možemo reći da je OPAC katalog koji zadržava odlike konvencionalnog kataloga, a njegove nedostatke nadomješta povezanošću s drugim komplementarnim bibliografskim sustavima.

## Vanjske poveznice
- Stručna obradba knjižnične građe
- Stručna obradba knjižnične građe